# الکساندرا لاکرابر
الکساندرا لاکرابر (فرانسوی: Alexandra Lacrabère‎؛ زادهٔ ۲۷ آوریل ۱۹۸۷) بازیکن هندبال اهل فرانسه است.